# Campeonato Sudamericano de Baloncesto Femenino Sub-17
El Campeonato Sudamericano Femenino de Básquetbol Sub-17 es un torneo de baloncesto realizado cada dos años, donde se enfrente las selecciones pertenecientes a Sudamérica. El torneo es realizado por FIBA Américas y la CONSUBASQUET. El campeonato es clasificatorio al Campeonato Femenino FIBA Américas S18

## Ediciones
| Año  | Sede                      | Campeón   | Subcampeón | 3.er lugar |
| ---- | ------------------------- | --------- | ---------- | ---------- |
| 1976 | Paraguay (Asunción)       | Brasil    | Paraguay   | Argentina  |
| 1981 | Perú (Lima)               | Brasil    | Colombia   | Argentina  |
| 1986 | Colombia (Cúcuta)         | Brasil    | Colombia   | Perú       |
| 1987 | Argentina (Mar del Plata) | Argentina | Brasil     | Chile      |
| 1990 | Ecuador (Ibarra)          | Brasil    | Argentina  | Ecuador    |
| 1992 | Chile (Santiago)          | Brasil    | Argentina  | Colombia   |
| 1995 | Brasil (Sao Paulo)        | Colombia  | Brasil     | Argentina  |
| 1996 | Ecuador (Quito)           | Argentina | Brasil     | Colombia   |
| 1998 | Chile (Ancud)             | Brasil    | Argentina  | Bolivia    |
| 2000 | Venezuela (San Felipe)    | Brasil    | Argentina  | Venezuela  |
| 2002 | Chile (Santiago)          | Ecuador   | Chile      | Paraguay   |
| 2004 | Bolivia (Quillacollo)     | Brasil    | Argentina  | Bolivia    |
| 2005 | Paraguay (Asunción)       | Argentina | Brasil     | Paraguay   |
| 2007 | Ecuador (Cuenca)          | Venezuela | Argentina  | Brasil     |
| 2009 | Chile (Santiago)          | Brasil    | Chile      | Argentina  |
| 2011 | Colombia (Pasto)          | Colombia  | Argentina  | Brasil     |
| 2013 | Ecuador (Portoviejo)      | Brasil    | Argentina  | Chile      |
| 2015 | Paraguay (Asunción)       | Brasil    | Venezuela  | Argentina  |
| 2017 | Bolivia (Sucre)           | Argentina | Colombia   | Chile      |
| 2019 | Colombia (Barranquilla)   | Colombia  | Brasil     | Argentina  |
| 2022 | Argentina (Buenos Aires)  | Brasil    | Argentina  | Colombia   |
| 2023 | Colombia (Bucaramanga)    | Brasil    | Colombia   | Argentina  |

## Medallero
| Núm. | País      | Oro | Plata | Bronce | Total |
| ---- | --------- | --- | ----- | ------ | ----- |
| 1    | Brasil    | 13  | 5     | 2      | 20    |
| 2    | Argentina | 4   | 9     | 7      | 20    |
| 3    | Colombia  | 3   | 4     | 3      | 10    |
| 4    | Venezuela | 1   | 1     | 1      | 3     |
| 5    | Ecuador   | 1   | 0     | 1      | 2     |
| 6    | Chile     | 0   | 2     | 3      | 5     |
| 7    | Paraguay  | 0   | 1     | 2      | 3     |
| 8    | Bolivia   | 0   | 0     | 2      | 2     |
| 9    | Perú      | 0   | 0     | 1      | 1     |